# Поггендорф, Иоганн Христиан
Иоганн Христиан Поггендо́рф (нем. Johann Christian Poggendorff, 29 декабря 1796, Гамбург — 24 января 1877, Берлин) — немецкий физик, с 1834 года доктор философии и экстраординарный профессор Берлинского университета, с 1839 — член Берлинской академии наук, а с 1844 года — доктор медицины, с 1845 — иностранный член Шведской королевской академии наук, иностранный член-корреспондент Императорской Санкт-Петербургской Академии Наук (1868).
С 1824 года начал издавать физико-химический журнал «Annalen der Physik und Chemie», им самим журнале; в них Поггендорф разрабатывал главным образом вопросы, касавшиеся разных отделов электрохимии: прохождение через различные тела электрического тока, поляризация и так далее. Поггендорфу принадлежит честь изобретения некоторых важных научных приборов и выработка методов измерения, например, способ измерения непостоянных электродвижущих сил весьма малых углов, открытие оптической иллюзии, названной его именем.